# Clathria asodes
Clathria asodes är en svampdjursart som först beskrevs av De Laubenfels 1930.  Clathria asodes ingår i släktet Clathria och familjen Microcionidae. Inga underarter finns listade i Catalogue of Life.